# Lumière du meilleur film étranger
 (décembre 2021).
L’Académie des Lumières, composée de plus de 200 journalistes de la presse internationale, récompense chaque année depuis 1996 les meilleurs films français ou francophones.
Le Prix Lumières du meilleur film étranger était remis chaque année jusqu’en 2002 pour des films non français sortis en France l’année précédente, lors de la « cérémonie des Lumières de la critique internationale ». Il a été remplacé par le Prix Lumières du meilleur film francophone.

## Palmarès
| Palmarès         | Films primés                                  | Réalisation     |
| ---------------- | --------------------------------------------- | --------------- |
| 25 février 2002  | Billy Elliot (2001)                           | Stephen Daldry  |
| 24 janvier 2001  | American Beauty (2000)                        | Sam Mendes      |
| 29 janvier 2000  | Tout sur ma mère (Todo sobre mi madre) (1999) | Pedro Almodóvar |
| 16 janvier 1999  | La vie est belle (La vita è bella) (1997)     | Roberto Benigni |
| 15 décembre 1998 | Les Virtuoses (Brassed Off) (1996)            | Mark Herman     |
| 13 février 1997  | Le Facteur (Il Postino) (1994)                | Michael Radford |
| 29 janvier 1996  | Underground (1995)                            | Emir Kusturica  |